# 서필원
서필원(徐必遠, 1614년~1671년)은 조선의 문신이다. 본관은 부여(扶餘), 자는 재이(載邇), 호는 육곡(六谷), 시호는 정의(貞毅)이다.

## 생애
만죽헌(萬竹軒) 서익(徐益)의 증손이다. 1633년(인조 11년) 진사시에 급제하여 1643년 창릉참봉·사옹원봉사가 되었다. 1648년 정시 문과에 병과로 급제하여 승문원관을 거쳐 예문관검열과 설서(說書)를 역임하였고, 통훈대부(通訓大夫) 행 사간원 정언 겸 춘추관 기사관(行司諫院正言兼春秋館記事官)으로 《인조실록》 편찬에 참여하였다.
1654년(효종 5) 홍문관부수찬, 사간원헌납, 이조좌랑, 평안도어사를 역임하였다.
1656년 수찬, 사헌부지평, 홍문관교리, 이조정랑 등을 지내고, 충청도관찰사가 되었을 때 서원의 폐단을 보고하고 그 개혁을 청하였다.
1657년 대사간, 1658년 승지를 거쳐 전라감사가 되어서 대동법(大同法) 시행에 찬동하여 전남도대동사목(全南道大同事目)을 반포하였다.
현종 초에 병조참의·승지·대사성·예조참의·이조참의 등을 거쳐, 1663년(현종 4) 대사간·승지·병조참의를 역임하였다. 이듬해 함경도관찰사가 되어 목면 재배를 권장하고 구휼 사업에 힘쓰기도 하였다. 특히 육진혁막제조(六鎭革瘼諸條)를 올려 그 지방의 폐단을 개혁하는 데 앞장섰다.
1665년 강화유수를 역임하고, 1668년 자헌대부에 승진하여 형조 판서가 되었다. 1671년 병조판서에 이르렀다. 시호는 정의(貞毅)이다.

## 저서
- 《육곡유고(六谷遺稿)》